# 佩奇海崖
69°38′S 66°11′W / 69.633°S 66.183°W
佩奇海崖（英語：Page Bluff）是南極洲的海崖，位於帕爾默地北部，海拔高度約1,250米，在1940年由美國研究隊拍攝空中照片，現時由南極條約體系管理。